# Stanton, Iowa
Stanton là một thành phố thuộc quận Montgomery, tiểu bang Iowa, Hoa Kỳ. Năm 2010, dân số của thành phố này là 689 người.

## Dân số
Dân số qua các năm:
- Năm 2000: 714 người.
- Năm 2010: 689 người.